# Max Maria von Weber
Max Maria von Weber (Dresden, 25 de abril de 1822 – Berlim, 18 de abril de 1881) foi um engenheiro civil alemão, que contribuiu para o desenvolvimento do transporte ferroviário na Áustria e na Alemanha.
Nasceu em Dresden, filho do compositor Carl Maria von Weber, recebeu seu treinamento inicial em escolas de Dresden. Parte de seu conhecimento foi adquirido com Isambard Kingdom Brunel e George Stephenson na Inglaterra. Em 1850 começou a trabalhar no serviço civil do Reino da Saxônia, cuja capital na época era Dresden. Em 1870 foi para Viena, onde trabalhou na expansão do sistema ferroviário austríaco. Em 1878 foi convocado para uma posição similar em Berlim.

## Escritos
Além de seus afazeres Weber dedicou seu tempo para a escrita, tratando em geral de literatura bem como assuntos técnicos. Dentre suas obras estão:
- Schule des Eisenbahnwesens (1857)
- Karl Maria von Weber; ein Lebensbild (1864–66)
- Die Praxis des baues und Betriebs der Sekundärbahnen (1873)
- Nationalität und Eisenbahnpolitik (1876)
- Vom rollenden Flügelrad (postumamente publicado por M. Jähns, com biografia, 1882)